# Bob Denver
Bob Denver (ur. 9 stycznia 1935, zm. 2 września 2005) – amerykański aktor komediowy. Najbardziej znany z roli Gilligana w serialu telewizyjnym Wyspa Gilligana.
Denver urodził się w New Rochelle w stanie Nowy Jork, ale dorastał w Teksasie. Studiował na Loyola Marymount University w Los Angeles. Pracował jako listonosz i nauczyciel w Corpus Christi School w Pacific Palisades, gdzie uczył historii i matematyki. Jego kariera rozpoczęła się w 1959 roku, kiedy zagrał w serialu telewizyjnym The Many Loves of Dobie Gillis.
Nadwiększą jednak sławę przyniosła mu rola w sitcomie Wyspa Gilligana.